# Diócesis de Yopal
La diócesis de Yopal (en latín: Dioecesis Yopalensis) es una circunscripción eclesiástica de la Iglesia católica en Colombia. Se trata de una diócesis latina, sufragánea de la arquidiócesis de Tunja. Desde el 24 de mayo de 2024 es sede vacante y su administrador diocesano es el presbítero es Jeison Andrey Salguero Roa.

## Territorio y organización
La diócesis tiene 17 725 km² y extiende su jurisdicción sobre los fieles católicos de rito latino residentes en 16 municipios pertenecientes a:
- el departamento de Casanare: Aguazul, Chámeza, Hato Corozal, Monterrey, Nunchía, Paz de Ariporo, Pore, Recetor, Sabanalarga, Sácama, Támara, Tauramena, Villanueva y Yopal;
- el departamento de Boyacá: Pajarito, así como el corregimiento de Morcote del municipio de Paya.

El territorio de la diócesis limita con: la diócesis de Arauca y el vicariato apostólico de Trinidad por el oriente, la diócesis de Garagoa por el sur, y la arquidiócesis de Tunja y la diócesis de Duitama-Sogamoso por el occidente.
La sede de la diócesis se encuentra en la ciudad de Yopal, en donde se halla la Catedral de San José y la curia compuesta por:
- Oficina del obispo
- Talento Humano
- Tesorería
- Oficina Jurídica
- Pastoral Social
- Banco de Alimentos
- Pastoral de Medios de Comunicación
- Pastoral Familiar
- Pastoral Juvenil
- Concejo Eclesial

En 2022 en la diócesis existían 35 parroquias agrupadas en 4 vicarías: San José, Nuestra Señora de Manare, Jesucristo Sumo y Eterno Sacerdote y San Ezequiel Moreno:
Vicaría de San José
- Catedral San José (Yopal)
- Nuestra Señora de la Candelaria (Yopal)
- Divino Niño Jesús (Yopal)
- Sagrada Familia (Yopal)
- Sagrada Familia (Nunchía)
- Santa Teresita del Niño Jesús, Yopal

Vicaría de Nuestra Señora de Manare
- Nuestra Señora de Manare (Paz de Ariporo)
- La Inmaculada Concepción (Támara)
- San José (Pore),
- Nuestra Señora de Manare (Hato Corozal)

Vicaría de Jesucristo Sumo y eterno Sacerdote
- Nuestra Señora del Carmen (Aguazul)
- Divino Niño Jesús (Aguazul)
- San Cayetano (Tauramena)
- Nuestra Señora del Carmen (Pajarito)
- San Nicolás de Tolentino (Chámeza)

Vicaría San Ezequiel Moreno
- Nuestra Señora de la Asunción (Villanueva)
- Sagrado Corazón de Jesús (Villanueva)
- Divino Niño (Villanueva)
- Nuestra Señora del Carmen (Sabanalarga)
- Divino Niño Jesús (Monterrey)
- San Nicolás de Tolentino (Monterrey)

## Historia

### Antecedentes
El 17 de junio de 1893 fue erigido el vicariato apostólico de Casanare mediante el breve Romani Pontífices del papa León XIII, con territorio desmembrado de la diócesis de Tunja (hoy arquidiócesis). En ese mismo momento se encomienda la misión a los agustinos recoletos y se nombró como primer vicario apostólico al padre Ezequiel Moreno (hoy canonizado).
El 26 de mayo de 1915 cedió una porción de territorio para la erección de la prefectura apostólica de Arauca, (hoy diócesis de Arauca).

### Diócesis de Yopal
La diócesis de Yopal fue erigida el 29 de octubre de 1999 mediante la bula Sollertem curam del papa Juan Pablo II, obteniendo la mayor parte de su territorio del vicariato apostólico de Casanare, que fue simultáneamente suprimido, y en menor medida de la diócesis de Duitama-Sogamoso.

## Estadísticas
Según el Anuario Pontificio 2023 la diócesis tenía a fines de 2022 un total de 406 500 fieles bautizados.
| Año                                                                             | Población            | Población | Población      | Sacerdotes | Sacerdotes    | Sacerdotes    | Bautizados por sacerdote | Diáconos permanentes | Religiosos | Religiosos | Parroquias |
| Año                                                                             | Bautizados católicos | Total     | % de católicos | Total      | Clero secular | Clero regular | Bautizados por sacerdote | Diáconos permanentes | Varones    | Mujeres    | Parroquias |
| ------------------------------------------------------------------------------- | -------------------- | --------- | -------------- | ---------- | ------------- | ------------- | ------------------------ | -------------------- | ---------- | ---------- | ---------- |
| 1999                                                                            | 171 200              | 220 000   | 77.8           |            |               |               |                          |                      |            |            | 14         |
| 2000                                                                            | 192 450              | 232 908   | 82.6           | 33         | 27            | 6             | 5831                     | 2                    | 6          | 47         | 20         |
| 2001                                                                            | 199 185              | 241 060   | 82.6           | 37         | 31            | 6             | 5383                     | 2                    | 6          | 46         | 20         |
| 2002                                                                            | 204 000              | 247 273   | 82.5           | 37         | 32            | 5             | 5513                     | 2                    | 10         | 40         | 20         |
| 2003                                                                            | 206 680              | 320 000   | 64.6           | 41         | 34            | 7             | 5040                     | 2                    | 7          | 46         | 20         |
| 2004                                                                            | 242 000              | 328 937   | 73.6           | 46         | 39            | 7             | 5260                     | 2                    | 7          | 38         | 21         |
| 2010                                                                            | 273 640              | 291 000   | 94.0           | 47         | 43            | 4             | 5822                     | 8                    | 6          | 35         | 27         |
| 2014                                                                            | 294 200              | 305 000   | 96.5           | 48         | 41            | 7             | 6129                     | 11                   | 11         | 12         | 31         |
| 2017                                                                            | 359 109              | 424 409   | 84.6           | 53         | 46            | 7             | 6775                     | 10                   | 14         | 7          | 32         |
| 2020                                                                            | 404 365              | 496 565   | 81.4           | 55         | 50            | 5             | 7352                     | 10                   | 11         | 10         | 40         |
| 2022                                                                            | 406 500              | 482 000   | 84.3           | 57         | 49            | 8             | 7131                     | 10                   | 15         | 6          | 35         |
| Fuente: Catholic-Hierarchy, que a su vez toma los datos del Anuario Pontificio. |                      |           |                |            |               |               |                          |                      |            |            |            |

## Episcopologio
- Olavio López Duque, O.A.R. † (29 de octubre de 1999-24 de abril de 2001) (administrador apostólico)

- Misael Vacca Ramírez (24 de abril de 2001-18 de abril de 2015 nombrado obispo de Duitama-Sogamoso)
  - Sede vacante (2015-2017)
- Edgar Aristizábal Quintero (4 de mayo de 2017-24 de mayo de 2024 nombrado obispo de Duitama-Sogamoso)